# Valleraugue
Valleraugue korábbi község Franciaországban, Gard megyében. Lakosainak száma 1077 fő (2016. január 1.). Valleraugue Meyrueis, Arphy, Dourbies, Mandagout, Notre-Dame-de-la-Rouvière, Les Plantiers, Saint-André-de-Majencoules, Saint-André-de-Valborgne, Saint-Sauveur-Camprieu és Bassurels községekkel határos.
2019. január 1-jén Notre-Dame-de-la-Rouvière korábbi községgel egyesült és az így létrejött Val-d’Aigoual új község része lett.

## Népesség
A település népessége az elmúlt években az alábbi módon változott:
| Lakosok száma | 1039 | 1051 | 1077 |
|               | 2013 | 2015 | 2016 |